# Lilian Jackson Braun
Lilian Jackson Braun (20 de junio de 1913-4 de junio de 2011) fue una escritora estadounidense. 
Conocida por su libros de misterio de "The Cat Who...". En ellos, se van encontrando misterios el personaje de Jim Qwilleran, periodista y alcohólico arrepentido, y sus dos gatos siameses KoKo y Yum Yum, residentes en Pickax en el condado de Moose, a 400 millas de cualquier sitio. 
La autora vivió con su marido y sus dos gatos en Carolina del norte.

## "The Cat Who..."
1. The Cat Who Could Read Backwards (1966)
2. The Cat Who Ate Danish Modern (1967)
3. The Cat Who Turned On and Off (1968)
4. The Cat Who Saw Red (1986)
5. The Cat Who Played Brahms (1987)
6. The Cat Who Played Post Office (1987)
7. The Cat Who Knew Shakespeare (1988)
8. The Cat Who Sniffed Glue (1988)
9. The Cat Who Went Underground (1989)
10. The Cat Who Talked to Ghosts (1990)
11. The Cat Who Lived High (1990)
12. The Cat Who Knew a Cardinal (1991)
13. The Cat Who Moved a Mountain (1992)
14. The Cat Who Wasn't There (1992)
15. The Cat Who Went into the Closet (1993)
16. The Cat Who Came to Breakfast (1994)
17. The Cat Who Blew the Whistle (1995)
18. The Cat Who Said Cheese (1996)
19. The Cat Who Tailed a Thief (1997)
20. The Cat Who Sang for the Birds (1999)
21. The Cat Who Saw Stars  (copyright, 1998; published, 1999)
22. The Cat Who Robbed a Bank (2000)
23. The Cat Who Smelled a Rat (2001)
24. The Cat Who Went up the Creek (2002)
25. The Cat Who Brought Down the House (2003)
26. The Cat Who Talked Turkey (2004)
27. The Cat Who Went Bananas (2005)
28. The Cat Who Dropped a Bombshell (2006)
29. The Cat Who Had 60 Whiskers (2007)
30. The Cat Who Smelled Smoke (cancelled by publisher, Putnam)[1]

### Relato corto
1. The Cat Who Had 14 Tales (1988)
2. The Private Life of the Cat Who... (2003)
3. Short and Tall Tales (2003)